# Environnement naturel en Nouvelle-Zélande

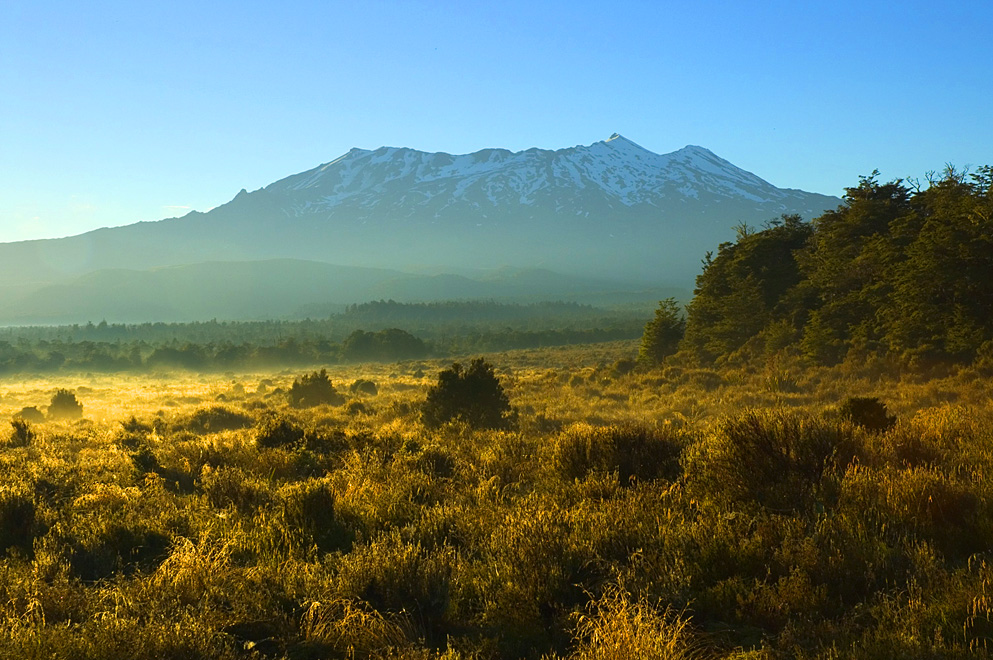
Aube au mont Ruapehu.

L'environnement naturel en Nouvelle-Zélande, un grand archipel entre la mer de Tasman et le Pacifique, est l'un des plus particuliers au monde du fait du long isolement de cet archipel d'avec les terres continentales. La Nouvelle-Zélande faisait partie du Gondwana, duquel elle s'est séparée il y a 82 Ma, et sa biodiversité partage des caractéristiques avec celles de la Nouvelle-Calédonie et de l'île Lord Howe, toutes deux sur le même continent depuis largement submergé de Zealandia. Plus récemment, plusieurs espèces ont été introduites par l'Homme.
Des 70 000 espèces non-marines du pays, seulement environ 30 000 ont été décrites. Il y a 3 090 plantes, 5 800 champignons, 10 000 insectes, 2 600 arachnides, 61 reptiles, et 88 oiseaux (de terre et d'eau douce).
La biodiversité du pays compte un fort taux d'endémisme dans sa flore et sa faune. Jusqu'à récemment les îles ne comptaient aucun mammifère terrestre natif hormis la chauve-souris. Il n'y existait pas du tout de mammifères jusqu'à il y a 19 Ma. La majorité de la faune du pays est composée d'insectes et oiseaux. Dans la flore prédominent les plantes gondwanéennes, principalement en forêt ; l'exemple le plus célèbre est le kauri.
Confrontés à un climat tempéré inadapté aux cultures et pratiques agricoles tropicales habituelles, les premiers hommes ayant peuplé l'archipel depuis la Polynésie orientale ont apporté d'importantes modifications à leurs pratiques horticoles. Une gamme restreinte de six cultures polynésiennes (kumara, igname, taro, courge, mûrier à papier et arbre à chou tropical) a été introduite avec succès en Nouvelle-Zélande, tandis que d'autres cultures polynésiennes telles que l'arbre à pain, la banane et la noix de coco ont échoué.
Le gouvernement néo-zélandais a instauré un Programme national d'action pour la biodiversité afin d'assurer la conservation d'un nombre considérable d'animaux et de plantes menacés d'extinction.

## Contexte général

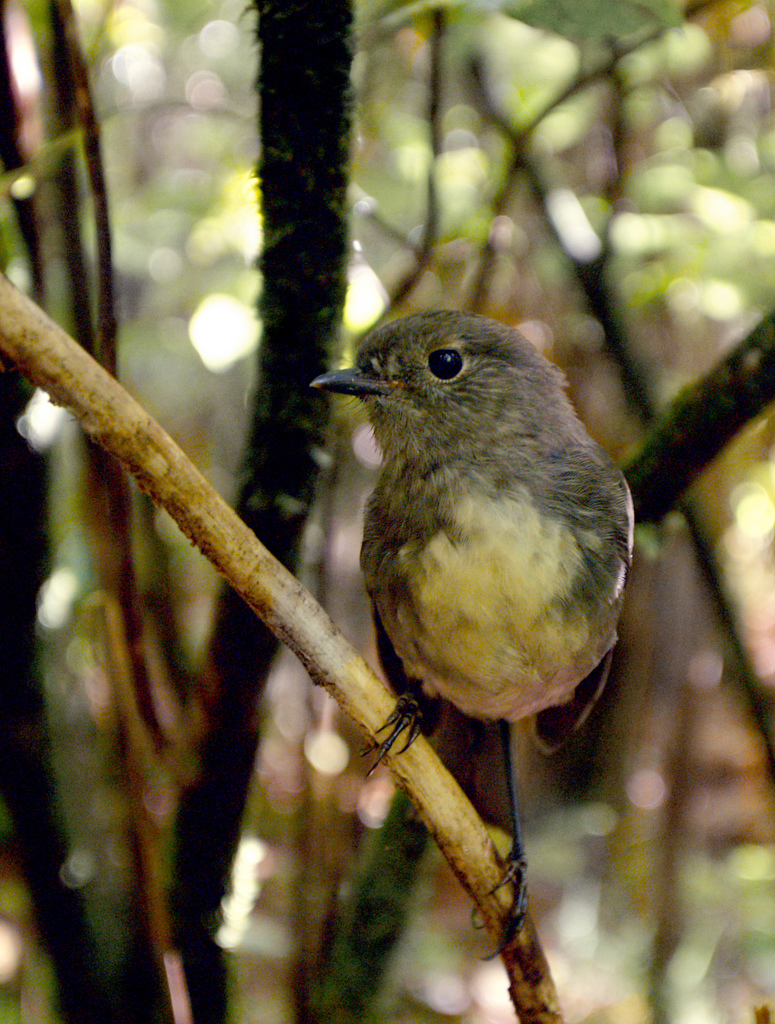
Petroica australis

La séparation du supercontinent de Gondwana en plusieurs parties laisse les continents et microcontinents avec des affinités biologiques comme L'Australie. Zealandia (le continent submergé dont fait partie la Nouvelle-Zélande et plusieurs autres îles et archipels), commence à se séparer du Gondwana antarctique il y a 85 Ma, la séparation s'achevant il y a 65 Ma ; il se déplace ensuite au nord, changeant de relief et de climat. À certaines époques, Zeelandia était presque entièrement submergée, peut-être même entièrement. Une estimation suggère que seulement 18 % des présentes terres non submergées se situaient alors au-dessus du niveau de la mer. Aujourd'hui environ 93 % de Zealandia est sous les eaux.
Il y a environ 25 Ma, un changement dans les mouvements des plaques tectoniques a commencé à étirer fortement Zealandia. Parmi les régions submergées de Zealandia, on trouve le plateau Lord Howe, le plateau Challenger, le plateau de Campbell, la ride de Norfolk et le plateau de Chatham.
Plusieurs éléments de la biodiversité du Gondwana sont aujourd'hui présents en Nouvelle-Zélande, essentiellement des plantes telles que les podocarpes et le genre Nothofagus, mais aussi plusieurs insectes, des grenouilles, le tuatara ainsi que plusieurs oiseaux. Il est probable que quelques mammifères aient existé. On ne sait pas si ces taxons sont des descendants des survivants de la séparation du Gondwana. Des preuves moléculaires récentes ont démontré que même Nothofagus, genre typique du Gondwana, est arrivé en Nouvelle-Zélande après la séparation.
Les deux sources de la biodiversité néo-zélandaise, après la séparation du Gondwana, ont été la spéciation et la migration par les eaux ou les airs. La plus grande partie de ces espèces migrantes provient d'Australie, qui a fourni la plupart des oiseaux et chauves-souris de Nouvelle-Zélande ainsi que plusieurs espèces de plantes, apportées par le vent ou dans le système digestif des oiseaux. Certaines espèces sont arrivés il y a si longtemps que leur parenté avec leurs ancêtres australiens n'est pas assurée ; par exemple, celle des Mystacinidae était inconnue jusqu'à ce qu'on trouve des fossiles datant du Miocène en Australie. Le genre Cyanoramphus est censé provenir de Nouvelle-Calédonie et s'être répandu sur beaucoup d'îles de la région. Les liens entre les deux archipels (Australie et Nouvelle-Zélande) comprennent une parenté entre les familles de Scincidae et Gekkonidae.

### Géologie
La Nouvelle-Zélande est situé à la jonction de deux plaques tectoniques. À cet endroit existe un phénomène de subduction de la plaque pacifique qui passe sous la plaque australienne. Le volcanisme de l'archipel est le résultat de ce phénomène, en particulier dans l'île du Nord et dans la zone volcanique Taupo. L'énergie géothermique associée est utilisé dans de nombreuses centrales hydro-thermiques. Certaines zones volcaniques sont aussi de célèbres destinations touristiques comme les geysers de Rotorua.
La zone de contact entre ces deux plaques tectoniques est aussi le lieu de tremblements de terre fréquents même si de tels phénomènes graves sont assez rares. Cette collision a aussi façonné les Alpes du Sud qui permettent la production de la plupart des centrales hydroélectriques du pays.

### Climat
La température moyenne quotidienne à Wellington — la capitale, au centre du pays — est de 5,9 °C en hiver et 20,2 °C en été. Le climat de la Nouvelle-Zélande est globalement tempéré, étant de type océanique ; les températures oscillent entre 0 °C et 30 °C. Les maxima et minima historiques sont 42,4 °C à Rangiora (Canterbury), et -21,6 °C à Ophir (Otago), respectivement. Les conditions climatiques varient beaucoup selon les régions, de très humide dans la région de West Coast sur l'île du Sud à semi-aride dans le bassin de Mackenzie de l'intérieur du Canterbury et subtropical au Northland.

### Influences générales: régime des alizés, régime cyclonique, houles et dépressions australes
Trois facteurs principaux influent sur le climat de la Nouvelle-Zélande
- la latitude, avec la présence de vents d'ouest dominants ;
- l'influence océanique ;
- les montagnes, en particulier les Alpes du Sud.

### Diversité des micro-climats dus au relief et à l'exposition au vent. Records de précipitations

#### Ecorégions du WWF
- Biomes terrestres
  - Forêts tempérées d'arbres à feuilles caduques
    - Chatham Islands temperate forests
    - Forêts tempérées du Fiordland
    - Forêts tempérées de la côte de Nelson
    - Forêts tempérées de l'île du Nord
    - Forêts tempérées de kauris de l'île du Nord
    - Forêts tempérées de l'île de Rakiura
    - Forêts tempérées de Richmond
    - Forêts tempérées de l'île du Sud
    - Forêts tempérées de Nouvelle-Zélande occidentale

  - Prairies, savanes et brousses tempérées
    - Prairies herbeuses de Canterbury et Otago

  - Prairies et broussailles de montagnes
    - Prairies d'altitude de l'île du Sud

  - Tundra
    - Antipodes Subantarctic Islands tundra (Australie & Nouvelle-Zélande)

  - Forêt tropicale humide
    - Kermadec Islands subtropical moist forests
- Temperate coastal rivers
- Biomes marins
  - Nord de la Nouvelle-Zélande
    - Kermadec Islands
    - Northeastern New Zealand
    - Three Kings-North Cape

  - Sud de la Nouvelle-Zélande
    - Chatham Island
    - Central New Zealand
    - South New Zealand
    - Snares Island

  - Subantarctic New Zealand
    - Bounty and Antipodes Islands
    - Campbell Island
    - Auckland Islands

## Insularité et isolement
La Nouvelle-Zélande est isolée géographiquement. Ses plus proches voisin, la Nouvelle-Calédonie et l'Australie, sont situés  à 1 500 km au nord-ouest. Les terres les plus proches sont le continent Antarctique au sud, et la Nouvelle-Calédonie, les îles Fidji et les îles Tonga au nord.

## Dynamiques écologiques

### Développement de l'endémisme
- 90 % des poissons d'eau douce.

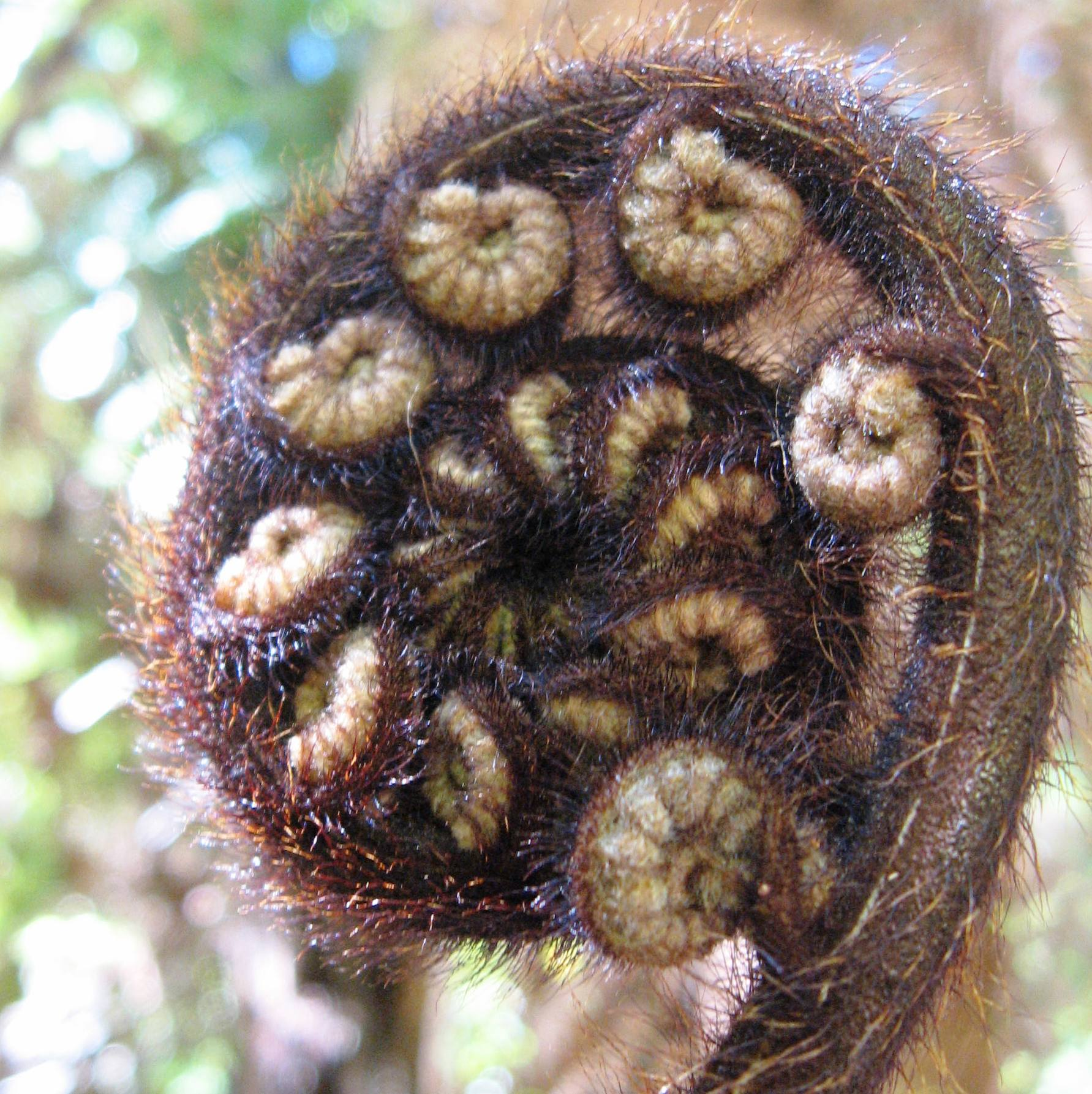
Cyathea dealbata - koru

- 80 % de toutes les plantes vasculaires.
- 70 % de toutes les espèces natives d'oiseaux terrestres et d'eau douce.
- Toutes les chauves-souris.
- Tous les amphibiens.
- Tous les reptiles.

### Caractérisation, composition  et répartition des différents types de végétations

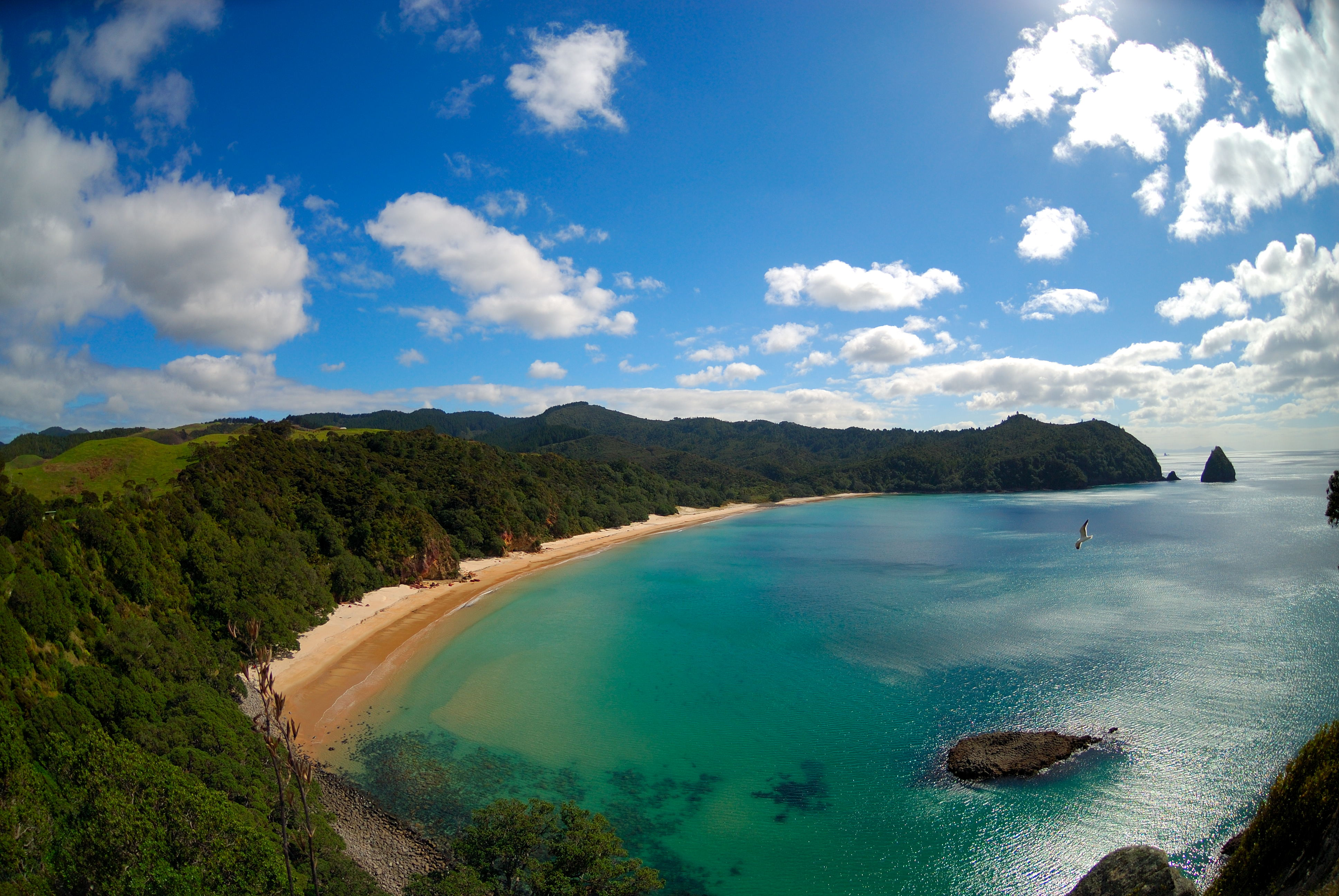
Forêt dans le Waikato

L'histoire, le climat et la géologie de la Nouvelle-Zélande ont créé une grande diversité dans la flore du pays. Les deux principaux types de forêt sont dominés par les Podocarpaceae et les Nothofagus. Les podocarpes font partie d'une famille sempervirente gymnosperme et ont peu changé en 190 Ma. Les forêts dominées par ceux-ci forment une canopée fermée avec des arbres de bois dur et des arbustes au-dessous. Les forêts de Nothofagus sont un habitat moins diverifié, avec quatre espèces dominant la canopée et permettant un seul étage au-dessous. Dans le nord de la Nouvelle-Zélande les forêts de podocarpes furent dominés par les kauri, parmi les arbres les plus grands du monde et détenant le record pour le plus haut volume de bois de tout arbre. La valeur de ces kauri n'était pas ignorée des colons européens, qui en abattirent la plus grande partie. Aujourd'hui le plus grand kauri du monde est Tāne Mahuta.
Le reste de la flore du pays consiste en plaines d'herbes et tussock, généralement associées aux régions subalpines, ainsi que les régions dominées par les arbustes, situées entre les plaines et les forêts. Ces régions sont dominées par des « marguerites », Celmisia spectabilis, qui peuvent atteindre jusqu'à 3 mètres de haut et développer un tronc.

### Faune

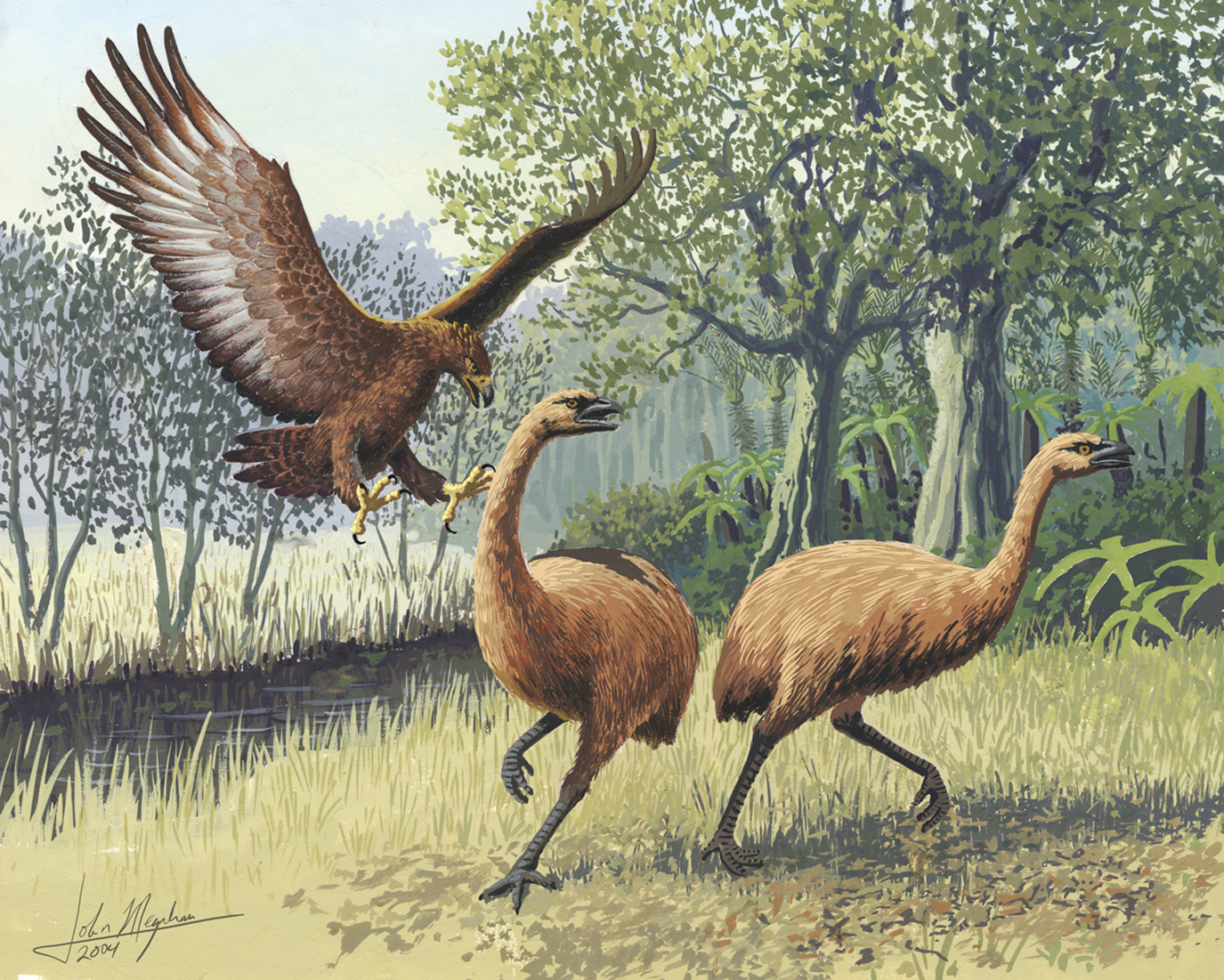
Aigle géant de Haast attaquant deux moas.

Jusqu'en 2006 on croyait que nul mammifère — hormis les chauves-souris et les mammifères marins — n'avait atteint les rives de la Nouvelle-Zélande avant les humains. La découverte d'un fémur et d'os mandibules d'une espèce de mammifère non-volant datant d'il y a 16 à 19 Ma, en Otago, a changé ce qu'on pense de l'histoire de l'évolution naturelle en Nouvelle-Zélande. La découverte suggère que les mammifères faisaient partie de la faune néo-zélandaise après la séparation du Gondwana. Le fossile en question a été appelé SB mammal d'après la petite ville dans laquelle elle fut trouvée, Saint Bathans. La raison pour laquelle les mammifères de Nouvelle-Zélande disparurent n'est pas connue. Il n'y en avait plus depuis plusieurs millions d'années avant l'arrivée de l'Homme.
Les chauves-souris Mystacinidae, étant arrivées en Nouvelle-Zélande vers la fin de l'Oligocène, ont pu évoluer longtemps et ont rempli le rôle d'un mammifère terrestre, volant la nuit et s'alimentant sur terre. Certaines plantes ont évolué avec les chauves-souris et sont fertilisées par celles-ci. Chalinolobus tuberculatus, arrivé plus récemment, est assez commun.
Les oiseaux forment la plus grande partie de la faune vertébrée de Nouvelle-Zélande. Il n'est pas certain si beaucoup d'oiseaux sont descendus de ceux du Gondwana. Les preuves ADN suggèrent que même les ratites (dont les moas et les kiwis), sont arrivés peu après la séparation de l'Antarctique. Les études récentes démontrent que les xéniques sont des descendants gondwanéens, les plus anciens des passériformes. En absence de mammifères les oiseaux se diversifièrent et remplirent les niches écologiques généralement occupées par des mammifères dans les autres écosystèmes.
Le moa, dont il existait dix espèces, était un grand oiseau non carnivore, proie de l'aigle géant de Haast. Le moa et l'aigle géant disparaissent peu après l'arrivée des hommes en Nouvelle-Zélande aux environs de 1300. Il paraît que les chasseurs exterminèrent les populations de moa, privant les aigles de leur source d'alimentation principale et menant à l'extinction de l'espèce. Le kiwi, symbole de Nouvelle-Zélande, joue le rôle de petit oiseau non carnivore, et l'énigmatique adzebill était omnivore. Les Callaeidae, endémiques à la Nouvelle-Zélande, et plusieurs autres espèces montrent de claires affinités avec l'Australie, y inclus le kererū et le karearea, ainsi que plusieurs psittacidés, rallidés, limicoles et strigiformes. Des 245 espèces d'oiseaux de la Nouvelle-Zélande (comprenant les deux îles principales ainsi que l'île Stewart, les îles Chatham et l'île Norfolk), 174 étaient endémiques, soit environ 71 %. De celles-ci environ 32 % des genres étaient endémiques.
En Nouvelle-Zélande il n'y a jamais eu d'agama, d'iguane ou de tortues terrestres. Les fossiles dévoilent un crocodile, possiblement Mekosuchinae, lors du Miocène, mais sinon les seuls reptiles à avoir atteint la Nouvelle-Zélande sont les Scincidae, les Gekkonidae et le tuatara, une espèce panchronique. Ce dernier, qui atteint jusqu'à 60 cm de long, est le reptile le plus grand du pays. Les grenouilles, qui, du fait de leur aversion à l'eau salée sont présumés descendre d'ancêtres gondwanéens, sont l'une des exceptions à la règle que les amphibiens ne se trouvent jamais sur les îles océaniques (l'autre exception étant les grenouilles des Fidji). Les poissons d'eau douce de Nouvelle-Zélande dérivent d'espèces diadromes.
Quant aux 29 espèces de poisson, 90 % sont endémiques et la plupart sont petites et discrètes ; seulement trois peuvent peser plus de deux kilos : deux espèces d'anguille et le kokopu géant (une autre grande espèce, le grayling, s'est éteinte au début du XXe siècle).
Les invertébrés de Nouvelle-Zélande montrent de grandes affinités gondwanéennes et se sont beaucoup diversifiés, quoiqu'inégalement. Il y a plus d'un millier d'espèces d'escargots, et beaucoup d'espèces d'insectes sont devenus grands et ne peuvent plus voler, particulièrement les sauterelles et les coléoptères. Il y a moins de douze espèces de fourmis. L'espèce d'insecte la plus connue de Nouvelle-Zélande, la weta, est proche des sauterelles, ne peut pas voler et atteint des proportions énormes.

### Influences humaines

#### Destructions directes et indirectes

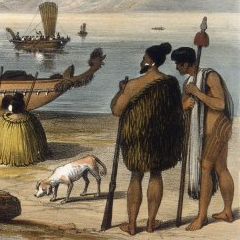
Chefs maori en 1828 avec un kuri (chien polynésien)

L'arrivée de l'Homme en Nouvelle-Zélande présenta un défi aux espèces natives, causant l'extinction de plusieurs d'entre elles. C'est surtout parce que beaucoup d'espèces avaient évolué en absence de prédateurs mammifères pendant plusieurs millions d'années, perdant ainsi les réponses nécessaires pour faire face à ce danger. L'Homme amena avec lui plusieurs espèces, dont le rat polynésien en premier, puis l'hermine, les putois, furets et belettes, le rat noir, rat brun, le phalanger renard, et les chats haret et chiens sauvages, ainsi que des herbivores tels que le cerf et le jharal, qui détruisent la végétation native.
Les premiers Maori arrivent en Nouvelle-Zélande aux environs de 1300, quoique des études récentes suggèrent que des Polynésiens seraient arrivés plus tôt encore, comme le rat polynésien est arrivé aux environs de 500. L'arrivée de l'Homme déclenche une première vague d'extinctions, éliminant plusieurs espèces d'oiseaux ayant leurs nids sur terre, dont Aegotheles novazelandiae. Une seconde vague d'extinctions se poursuit avec l'arrivée des Maori, qui chassent de plus grandes espèces, dont le moa, l'adzebill et plusieurs canards et oies. On pense que le Circus eylesi et l'aigle géant de Haast ont disparu à cause de la perte de leur source d'alimentation. Une troisième vague d'extinctions arrive avec les colons européens, qui amènent avec eux plusieurs espèces de mammifères, particulièrement le chat domestique, et modifient l'habitat. Plus de 50 % des espèces d'oiseaux néo-zélandais sont considérés éteints, ainsi qu'une espèce de chauve-souris et plusieurs grenouilles, un poisson (Prototroctes oxyrhynchus), et des geckos et Scincidae. Elle est en seconde place, après Hawaii, en proportion d'espèces disparues.
Il y a plusieurs exemples où l'extinction de la faune native néo-zélandaise a provoqué une colonisation naturelle venant d'Australie. C'est le cas du zostérops à dos gris, arrivé au milieu du XIXe siècle ; il n'avait aucun lien avec la faune néo-zélandaise et est aujourd'hui restreint à des niches écologiques artificielles. Le cas du cygne noir (que l'on pensait autrefois introduit par l'Homme), l'espèce envahissante réoccupa une partie de son ancienne aire (Cygnus atratus sumnerensis, aujourd'hui éteint, est peut-être une sous-espèce du cygne noir). L'arrivée du Circus approximans et de la talève sultane est plus intéressante encore, reflétant l'arrivée de ces deux espèces par le passé, avant qu'elles n'évoluent en takahé et talève sultane. Une fois que ces oiseaux spécialisés déclinèrent en nombre (et dans le cas de la talève sultane disparurent), leurs niches vides permirent l'arrivée d'une autre espèce.
Aujourd'hui parmi les espèces introduites on trouve 33 mammifères, 33 oiseaux, 1 lézard, trois grenouilles, 20 poissons d'eau douce, environ 1 000 invertébrés et environ 6 000 plantes (dont 2 000 plantes fleurissant à l'état sauvage).

#### Stratégies de protection et de restauration

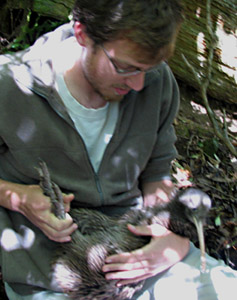
Homme et kiwi au Mt Bruce Wildlife Centre

Les espèces de la Nouvelle-Zélande sont parmi les plus menacées du monde. Le gouvernement néo-zélandais travaille agressivement pour protéger ce qui reste de l'héritage biologique du pays à travers le Department of Conservation. Celui-ci est pionnier dans le domaine de la restauration écologique des îles, où des îles sont systématiquement vidées d'espèces introduites (dont chèvres, chats et rats). Cela mène à la réintroduction d'espèces natives, qui pourront y revivre en absence de prédateurs. Le projet le plus long de ce type est celui de l'île Cuvier, mais il y a des projets similaires en cours sur les îles Tiritiri Matangi et Mangere. L'établissement de zones de conservation écologique n'est pas limitée aux îles ; plusieurs îles écologiques ont été établies en Nouvelle-Zélande, isolées par des barrières. Il existe également quatorze parcs nationaux.
Préventivement, même l'adoption par les particuliers d'animaux de compagnie comme le furet sont désormais interdits.

### Source de la traduction
- (en) Cet article est partiellement ou en totalité issu de l’article de Wikipédia en anglais intitulé « Biodiversity of New Zealand » (voir la liste des auteurs).